# Gerald Kammerlander
Gerald Kammerlander (* 13. August 1981 in Zams) ist ein ehemaliger österreichischer Naturbahnrodler. Er gehörte seit 2000 der österreichischen Naturbahnrodel-Nationalmannschaft an. Zu seinen bisher größten Erfolgen zählen der Weltmeistertitel im Einsitzer 2011, zwei Weltcupsiege in der Saison 2008/2009 und der zweite Platz im Einsitzer-Gesamtweltcup in der Saison 2007/2008. 1999 wurde er Juniorenweltmeister im Doppelsitzer. Sein jüngerer Bruder Thomas Kammerlander ist ebenfalls Naturbahnrodler.

## Leben
Die ersten größeren Erfolge gelangen Kammerlander im Winter 1997/98, als er Gesamtsieger im Interkontinentalcup in der Juniorenklasse wurde und zusammen mit Joachim Schöpf die Silbermedaille im Doppelsitzer bei der Junioreneuropameisterschaft 1998 in Feld am See gewann. Im nächsten Jahr wurde er in Hüttau gemeinsam mit Schöpf Juniorenweltmeister im Doppelsitzer. Eine weitere Medaille in der Juniorenklasse gewann er mit Platz drei im Einsitzer bei der Junioreneuropameisterschaft 2001 in Tiers und in der Saison 2001/2002 wurde er Gesamtsieger im Interkontinentalcup.
Im Weltcup ist Kammerlander ausschließlich im Einsitzer am Start. Sein erstes Rennen bestritt er bereits am 19. Dezember 1999 in Oberperfuss, wo er den neunten Platz belegte. In diesem Winter war dies aber sein einziges Weltcuprennen und auch in der nächsten Saison kam er nur einmal im Weltcup zum Einsatz. Seit der Saison 2002/2003 startet Kammerlander regelmäßig im Weltcup und seither konnte er sich immer unter den besten zehn im Einsitzer-Gesamtweltcup klassieren. Nachdem er im Winter 2002/2003 auf den zehnten Gesamtrang kam und in den Saisonen 2003/2004 und 2004/2005 jeweils Neunter wurde, erreichte er im Winter 2005/2006 mit seinem ersten Podestplatz, einem 2. Rang zum Saisonauftakt in Longiarü, den siebenten Gesamtrang.
Bei den Weltmeisterschaften der Jahre 2003 und 2005 belegte Kammerlander jeweils den elften Platz im Einsitzer, bei der Europameisterschaft 2004 wurde er Achter und bei der Europameisterschaft 2006 Sechster. Zudem wurde er 2005 Österreichischer Staatsmeister im Einsitzer. In der Weltcupsaison 2006/2007 erzielte Kammerlander anders als im vorherigen Winter keinen Podestplatz und fiel im Gesamtklassement um zwei Plätze auf Rang neun zurück. Der größte Erfolg dieses Winters war der Gewinn der Bronzemedaille im Team Österreich II gemeinsam mit Marlies Wagner, Reinhard Beer und Herbert Kögl beim Mannschaftswettbewerb der Weltmeisterschaft 2007 in Grande Prairie. Im Einsitzer belegte er bei dieser Veranstaltung den siebenten Platz.
In den nächsten beiden Jahren erzielte Kammerlander seine bisher größten Erfolge im Weltcup: In der Saison 2007/2008 erreichte er mit einem dritten Platz in Umhausen und zwei zweiten Plätzen zu Saisonende in Železniki hinter dem überlegenen Sieger Patrick Pigneter und mit nur einem Punkt Vorsprung auf den drittplatzierten Florian Breitenberger den zweiten Rang im Einsitzer-Gesamtweltcup. Am Beginn der Saison 2008/2009 feierte der 27-Jährige in St. Sebastian und Umhausen seine ersten beiden Weltcupsiege, kam aber in den weiteren vier Saisonrennen nicht mehr unter die besten zehn und erreichte daher im Gesamtweltcup nur Platz fünf.
Bei Welt- und Europameisterschaften blieb Kammerlander im Einsitzer weiterhin ohne Medaille. Bei der EM 2008 wurde er Achter und bei der WM 2009 Siebenter. Bei der Europameisterschaft 2010 erzielte er den fünften Platz im Einsitzer und gewann zusammen mit Marlies Wagner, Christian Schatz und Gerhard Mühlbacher wie schon bei der WM 2007 die Bronzemedaille im Mannschaftswettbewerb. Im Weltcup blieb Kammerlander in der Saison 2009/2010 ohne Spitzenresultat. Sein bestes Ergebnis war ein sechster Platz in Latzfons und im Gesamtweltcup erreichte er nur den zwölften Rang.
Auch in der Saison 2010/2011 blieb Kammerlander im Weltcup ohne Spitzenergebnis. Sein bestes Resultat war der fünfte Platz in Kindberg; im Gesamtweltcup belegte er Rang acht. Sehr erfolgreich verlief hingegen die Weltmeisterschaft 2011 in Umhausen, wo er vier Hundertstelsekunden vor seinem Landsmann Robert Batkowski die Goldmedaille im Einsitzer gewann. Zudem erreichte er im Mannschaftswettbewerb mit Melanie Batkowski, Christian Schatz und Gerhard Mühlbacher den zweiten Platz. In der Saison 2011/2012 war Kammerlanders bestes Weltcupergebnis ebenfalls ein fünfter Platz, im Gesamtweltcup fiel er aber auf den 13. Rang zurück. Bei der Europameisterschaft 2012 in Nowouralsk wurde er 14. im Einsitzer.
In der Saison 2012–2013 beendete Kammerlander Gerald seine Karriere als aktiver Spitzensportler und wechselte ins Trainerteam des Österreichischen Rodelverbandes. Seit der Saison 2013–2014 ist Kammerlander als Sportdirektor / Naturbahn verantwortlich für das Nationalteam im Österreichischen Rodelverband.

## Erfolge

### Weltmeisterschaften
- Železniki 2003: 11. Einsitzer
- Latsch 2005: 11. Einsitzer
- Grande Prairie 2007: 7. Einsitzer, 3. Mannschaft
- Moos in Passeier 2009: 7. Einsitzer
- Umhausen 2011: 1. Einsitzer, 2. Mannschaft

### Europameisterschaften
- Hüttau 2004: 8. Einsitzer
- Umhausen 2006: 6. Einsitzer
- Olang 2008: 8. Einsitzer
- St. Sebastian 2010: 5. Einsitzer, 3. Mannschaft
- Nowouralsk 2012: 14. Einsitzer

### Juniorenweltmeisterschaften
- Hüttau 1999: 1. Doppelsitzer

### Junioreneuropameisterschaften
- Feld am See 1998: 2. Doppelsitzer
- Umhausen 2000: 7. Einsitzer
- Tiers 2001: 3. Einsitzer

### Weltcup
- 2. Platz im Einsitzer-Weltcup in der Saison 2007/2008
- 5. Platz im Einsitzer-Weltcup in der Saison 2008/2009
- 6 Podestplätze, davon 2 Siege:

| Datum           | Ort           | Land       | Disziplin   |
| --------------- | ------------- | ---------- | ----------- |
| 11. Jänner 2009 | St. Sebastian | Österreich | Einsitzer * |
| 17. Jänner 2009 | Umhausen      | Österreich | Einsitzer   |

* zeitgleich mit Michael Scheikl

### Österreichische Meisterschaften
- Österreichischer Staatsmeister im Einsitzer 2005

## Auszeichnungen
- 2007: Goldenes Verdienstzeichen der Republik Österreich